# 금수정
금수정은 대한민국 경기도 포천시 창수면 오가리에 있는 조선시대의 건축물이다. 1986년 4월 9일 포천시의 향토유적 제17호로 지정되었다.

## 개요
금수정은 경기도 포천군 창수면 오가리 546번지, 한탄강 상류에 있는 정자이다. 1986년 포천시 향토유적 제 17호에 지정되었다. 금수정이란 이름은 조선시대 중기의 시인이자 서예가였던 양사언 선생이 우두정이라는 정자의 이름을 현재의 금수정으로 고치면서 계속 이어져오고 있다. 조선 시대에는 계속 중수를 거쳐 유지되었고 한국전쟁 때 완전히 소실되었던 것을 1980년대 현재의 장소로 복원했다. 현판에 걸린 금수정은 양사언이 새긴 글씨를 모사하여 걸어 놓은 것이다. 또한 남방 약 200m 지점 물가 바위에 봉래 양사언 선생의 글씨로 전해오는 초서 글씨가 있다. 금수정 정자의 물가에는 봉래 양사언의 시조시비가 서있다. 정자에서 굽어보는 물줄기는 강 상류의 힘찬 분위기를 느낄 수 있다. 물줄기와 산의 바람을 맞으며 문장을 썼던 시인의 마음이 느껴지는 듯 하다. 양사언의 친필을 직접 두 눈으로 보고 싶은 이에게 포천군의 금수정은 귀한 사적이 되어 준다.

## 같이 보기
- 양사언